# Сулавесийская майна
Сулавесийская майна (лат. Enodes erythrophris) — вид певчих птиц семейства скворцовых. Единственный представитель одноимённого рода Enodes. Подвидов не выделяют. Эндемик Сулавеси. Обитает во влажных горных лесах.

## Описание
Сулавесийская майна достигает длины 27—29 см. Половой диморфизм не выражен. Макушка, спина, горло, грудь и брюхо тёмно-серые. Яркая красновато-оранжевая надбровная дуга начинается от основания клюва и простирается над глазом, перья за глазом чёрные. Маховые перья коричневые, их наружные опахала и большие кроющие перья крыла оливково-жёлтые. Надхвостье золотистое, а хвост оливково-жёлтый с кремовым кончиком. Клюв чёрный, а ноги жёлтые.
Песня представляет собой повторяющийся металлический zeek zeek. Позывки представлены peeep, tik tik и различными гортанными нотами.

## Распространение и места обитания
Сулавесийская майна является эндемиком острова Сулавеси (Индонезия). Обитает в основном в горных тропических лесах, реже в низменных лесах, стланиковых лесах и на опушках лесов. Встречается на высотах от 500 до 2300 м. 
Сулавесийская майна обычно встречается парами или небольшими группами, изредка большими стаями. Питается беспозвоночными и фруктами, часто взбираясь на стволы деревьев в поисках пищи. Образует  смешанные стаи с сулавесийским сорочим скворцом и дубоносовым скворцом, которые также являются эндемиками Сулавеси.